# Andrzej Nadolski
Andrzej Nadolski (ur. 26 listopada 1921 w Krakowie, zm. 24 grudnia 1993 w Łodzi) – polski historyk, archeolog, profesor archeologii, historyk wojskowości, znawca broni. W czasie II wojny światowej żołnierz Armii Krajowej.

## Nauka i studia
Maturę uzyskał w 1939 r. w Gimnazjum im. Księcia Józefa Poniatowskiego w Warszawie.
W latach okupacji, aż do 17 stycznia 1945 r. był żołnierzem Armii Krajowej obwodu grójeckiego „Głuszec” i dosłużył się stopnia sierżanta podchorążego.
Po zakończeniu działań wojennych rozpoczął studia historii i archeologii na Uniwersytecie Jagiellońskim. Po ukończeniu 1 trymestru przeniósł się do Łodzi i kontynuował studia na Uniwersytecie Łódzkim. Studiował tu archeologię i historię średniowieczną. Był uczniem Konrada Jażdżewskiego (1908–1985). W 1949 r. studia ukończył, otrzymał dyplom magistra filozofii w zakresie prehistorii.

## Praca zawodowa
Pracę zawodową podjął jeszcze w czasie studiów, w 1946 r. jako asystent w Zakładzie Prehistorii Uniwersytetu Łódzkiego. W 1951 r. obronił rozprawę doktorską Studia nad uzbrojeniem polskim w X, XI i XII wieku, (opublikowaną w 1954 r.). Docentem został w 1954 r. Wykładał także na innych uczelniach: Katolickim Uniwersytecie Lubelskim w latach 1957-61, a w następnym roku akademickim na Uniwersytecie im. Mikołaja Kopernika w Toruniu.
Jako professeur associé wykładał w Ecole des Hautes Etudes en Sciences Sociales w Paryżu.
Miał też zajęcia dydaktyczne w Państwowej Wyższej Szkole Plastycznej i Wyższej Szkole Pedagogicznej w Łodzi.
W 1962 r. został profesorem nadzwyczajnym. W 1970 r. otrzymał nominację na profesora zwyczajnego. Był kierownikiem Katedry Archeologii UŁ w latach (1970–1971). W 1991 r. jako profesor zwyczajny habilitował się na podstawie pracy Grunwald. Problemy wybrane (Olsztyn 1990).
Po wojnie w latach 1949–91 pracował w Kierownictwie Badań nad Początkami Państwa Polskiego, który pod koniec 1953 roku przekształcono w Instytut Historii Kultury Materialnej PAN.
W Instytucie Historii Kultury Materialnej Polskiej Akademii Nauk PAN, prawie nieprzerwanie aż do przejścia na emeryturę w 1991 r. kierował Zakładem Archeologii Polski Środkowej, który w 1992 r. został przekształcony w Instytut Archeologii i Etnologii PAN, Oddział w Łodzi. Do 1978 r. pełnił funkcję członka Rady Koordynacyjnej Placówek PAN w Łodzi, a następnie był zastępcą sekretarza naukowego Prezydium Oddziału PAN w Łodzi. Był członkiem Komitetu Nauk Historycznych oraz Nauk Pra- i Protohistorycznych PAN. W latach 1986–1989 był członkiem Ogólnopolskiego Komitetu Grunwaldzkiego.
Współpracował z Wojskowym Instytutem Historycznym i Muzeum Wojska Polskiego w Warszawie.
Należał do Rady Muzealnej Muzeum Archeologicznego i Etnograficznego w Łodzi.
Profesor Andrzej Nadolski kierował licznymi pracami badawczymi w terenie, np. na grodzisku i w kolegiacie tumskiej pod Łęczycą, w Czermnie nad Huczwą, w Spycimierzu nad Wartą, w Dracy w Burgundii we Francji, a także na licznych pobojowiskach, z których na plan pierwszy wysuwały się Pola Grunwaldzkie.
W 1991 r. jako biegły-archeolog wziął udział w ekspedycji prokuratorskiej, mającej za zadanie zlokalizować i odsłonić w Charkowie groby polskich jeńców wojennych pomordowanych podczas II wojny światowej.
Na Uniwersytecie Łódzkim sprawował najwyższe funkcje. Był związany z Katedrą Archeologii na Uniwersytecie Łódzkim. W latach 1968–1969 pełnił funkcję rektora Uniwersytetu Łódzkiego. Wcześniej, w 1965 r. został wybrany prorektorem.
Po wydarzeniach marca 1968 r. nie wyraził zgody na kandydowanie na dalszą kadencję na stanowisko rektora.
W 1971 r. odszedł z uczelni, ale było to rozstanie czysto formalne, wymuszone w zasadzie obowiązującymi przepisami etatowymi. Do pracy w UŁ powrócił w 1986 r. i związany był z tą uczelnią do swojej śmierci.
Jego dorobek jako dydaktyka i nauczyciela akademickiego obejmuje wypromowanie 29 magistrów i 10 doktorów.

## Działalność pozazawodowa
Profesor Andrzej Nadolski był członkiem wielu towarzystw i stowarzyszeń naukowych, m.in. Łódzkiego Towarzystwa Naukowego, Towarzystwa Naukowego Katolickiego Uniwersytetu Lubelskiego, Stowarzyszenia Naukowego Archeologów Polskich, Stowarzyszenia Miłośników Dawnej Broni i Barwy, Towarzystwa Naukowego Płockiego Oddziału w Łęczycy, a także francuskiej Académie des Sciences, Arts et Belles Lettres de Dijon i londyńskiego The Arms and Armour Society.
Pod koniec życia w 1993 r. został członkiem korespondentem odrodzonej Polskiej Akademii Umiejętności.
Działał na polu redakcyjnym, m.in. dla „Acta Archaeologica Lodziensia“ i „Fasciculi Archaeologiae Historicae“. Był również redaktorem prac zbiorowych Uzbrojenie w Polsce średniowiecznej. 1350 – 1450 (Łódź 1990), także tomu I Polskiej techniki wojskowej do 1500 roku. To były efekty długoletnich badań prowadzonych przez zorganizowany przez Andrzeja Nadolskiego zespół interdyscyplinarny.
Profesor Andrzej Nadolski od 1953 r. należał do Polskiego Towarzystwa Historycznego. Wiele czasu  poświęcił olimpiadom historycznym, odbywającym się pod egidą Polskiego Towarzystwa Historycznego. Uczestniczył w nich jako egzaminator na szczeblu okręgowym i był członkiem Komitetu Głównego.
W latach 1968–1981 przewodniczył Oddziałowi Łódzkiemu Towarzystwa Wiedzy Powszechnej.
Od 1971 r. przez jedną kadencję był przewodniczącym Prezydium Łódzkiego Komitetu Frontu Jedności Narodu. W latach 1973–1979 zasiadał w Radzie Narodowej miasta Łodzi.
Autor wielu publikacji z zakresu historii, archeologii a w szczególności bronioznawstwa. Pochowany na Cmentarzu rzymskokatolickim przy ul. Ogrodowej w Łodzi. 

## Wybrane publikacje
Bibliografia prac profesora Andrzeja Nadolskiego liczy ponad 220 pozycji, w tym:
- Studia nad uzbrojeniem polskim w X, XI i XII wieku, 1954
- Polskie siły zbrojne w czasach Bolesława Chrobrego. Zarys strategii i taktyki, 1956
- Polska broń. Broń biała, 1974
- Broń i strój rycerstwa polskiego w Średniowieczu, 1979
- Plemięta – średniowieczny gródek w Ziemi Chełmińskiej
- Polska technika wojskowa do 1500 roku
- Uzbrojenie w Polsce Średniowiecznej 1350–1450, 1990, redakcja i współautorstwo
- Grunwald 1410, Bellona, 2006, ISBN 83-11-09658-9
- Ścieżki archeologów Wydawnictwo Łódzkie, Łodź 1967
- Na granicach archeologii Łódzkie Towarzystwo Naukowe, Łódź 1968
- Album grunwaldzki (współautorzy: Andrzej Klein, Andrzej Nowakowski), Wydawnictwo Pojezierze, Olsztyn 1988

Był popularyzatorem wiedzy na łamach periodyków, jak i w audycjach radiowych i autorskich audycjach telewizyjnych „Dzieje kultury polskiej“ i „Broń biała“, zwłaszcza problemów dotyczących uzbrojenia średniowiecznego i historii wojskowej. Uważał bowiem, iż w militarnych sprawach średniowiecza odbija się jak w zwierciadle całe oblicze epoki.

## Odznaczenia
Za swoje zasługi na polu naukowym i organizacyjnym profesor Andrzej Nadolski uhonorowany został wieloma odznaczeniami państwowymi m.in.:
- Złotym Krzyżem Zasługi,
- Krzyżem Oficerskim Orderu Odrodzenia Polski,
- Krzyżem Komandorskim Orderu Odrodzenia Polski,
- Medalem Komisji Edukacji Narodowej
- Krzyżem Partyzanckim.

## Upamiętnienie
Upamiętniono go m.in. w tomie Arma et ollae, wydanym w 1992 r. przez uczniów i współpracowników z okazji 45-lecia pracy naukowej i 70. rocznicy urodzin. Łódzkie Towarzystwo Naukowe poświęciło mu kolejny, 11., zeszyt z serii „Sylwetki Łódzkich Uczonych” (Łódź 1994).